# Mateusz Kościukiewicz
Mateusz Kościukiewicz (Nowy Tomyśl, 1º maggio 1986) è un attore polacco.

## Biografia
Studente dell'Accademia d'arte drammatica "Stanisław Wyspiański" di Cracovia, è stato rivelato al pubblico polacco come attore protagonista del film All That I Love - Tutto ciò che amo (2009). L'anno seguente, ha vinto il premio per il miglior attore al Festival di Karlovy Vary per Matka Teresa od kotów. Nel 2014 è stato riconosciuto dal Festival di Berlino come uno dei dieci attori europei più promettenti tramite lo Shooting Stars Award. Ha recitato per Wajda e Skolimowski.
È sposato dal 2011 con la regista Małgorzata Szumowska, che l'ha diretto in W imię... (2013) e Un'altra vita - Mug (2018), e con cui ha avuto nel 2012 una figlia, Alina.

## Filmografia parziale

### Cinema
- Nightwatching, regia di Peter Greenaway (2007) - non accreditato
- Tatarak, regia di Andrzej Wajda (2009)
- All That I Love - Tutto ciò che amo (Wszystko, co kocham), regia di Jacek Borcuch (2009)
- Matka Teresa od kotów, regia di Paweł Sala (2010)
- Shameless (Bez wstydu), regia di Filip Marczewski (2012)
- W imię..., regia di Małgorzata Szumowska (2013)
- Walesa - L'uomo della speranza (Wałęsa. Człowiek z nadziei), regia di Andrzej Wajda (2013)
- 11 minut, regia di Jerzy Skolimowski (2015)
- Un'altra vita - Mug (Twarz), regia di Małgorzata Szumowska (2018)
- The Informer - Tre secondi per sopravvivere (The Informer), regia di Andrea Di Stefano (2019)
- Żużel, regia di Dorota Kędzierzawska (2020)
- EO, regia di Jerzy Skolimowski (2022)
- Święty, regia di Sebastian Buttny (2023)

### Televisione
- Francesco, regia di Liliana Cavani – miniserie TV (2014)
- 1983 – serie TV, 5 episodi (2018)
- Bacio! Bacio! (2023)

## Riconoscimenti
- Festival internazionale del cinema di Berlino
  - 2014 – Shooting Stars Award
- Festival internazionale del cinema di Karlovy Vary
  - 2010 – Miglior attore per Matka Teresa od kotów
- Polskie Nagrody Filmowe
  - 2011 – Miglior rivelazione per All That I Love - Tutto ciò che amo
  - 2011 – Candidatura al miglior attore per All That I Love - Tutto ciò che amo

## Doppiatori italiani
Nelle versioni in italiano nelle opere in cui ha recitato, Mateusz Kościukiewicz è stato doppiaggio da:
- Federico Di Pofi in Un'altra vita - Mug
- Davide Perino in Francesco
- Marco Giansante in Walesa - L'uomo della speranza